# Paulus Gordan

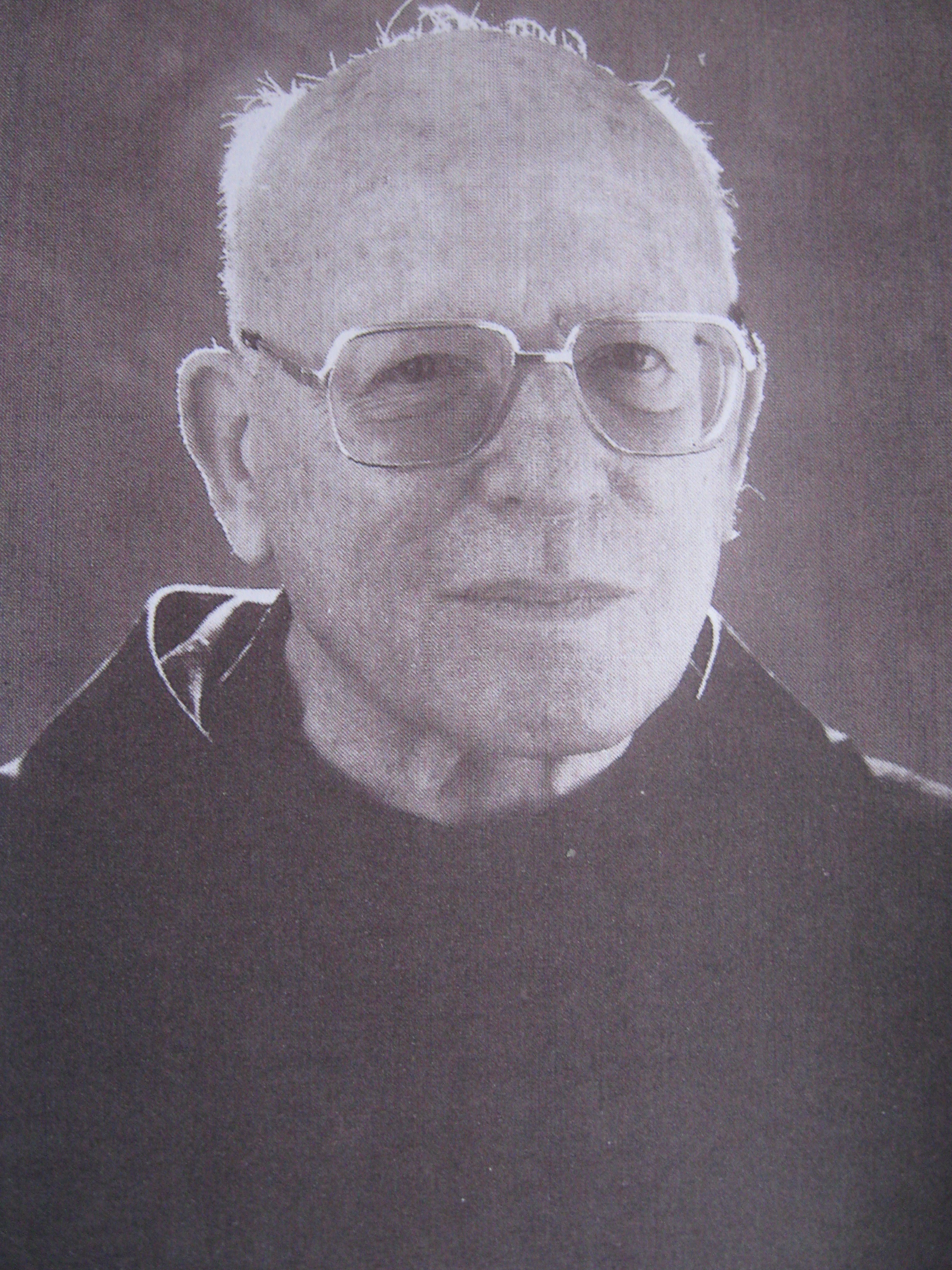
Pater Paulus Gordan OSB

Paulus Gordan OSB (* 21. Juni 1912 in Berlin als Günther Gordan; † 1. Januar 1999 in Beuron) war ein deutscher Benediktinermönch jüdischer Herkunft.

## Leben
Günther Gordan entstammte einem bildungsbürgerlich liberalen assimilierten jüdischen Elternhaus in Berlin. Er studierte Jura, Kunstgeschichte, Philosophie und Theologie in Berlin, Paris, Breslau, Innsbruck und Freiburg im Breisgau.
1931 konvertierte er durch den Empfang der Taufe in Rom zur Katholischen Kirche. 1935 trat Günther Gordan in die Benediktiner-Erzabtei St. Martin zu Beuron ein und erhielt den Ordensnamen des Apostels Paulus. In Beuron legte er am 24. Juni 1936 seine Mönchs-Profess ab. 1938 musste er sich wegen der zunehmenden Judenhetze in Deutschland außer Landes begeben. Die Priesterweihe wurde ihm daher im Januar 1939 in der Erzabtei Monte Cassino in Italien gespendet. Anschließend verbrachte er mehrere Jahre in Südamerika, vornehmlich in Brasilien und Chile.
Nach Ende des Zweiten Weltkriegs kehrte er 1948 nach Deutschland zurück. Er wurde Generalsekretär der International Catholic Migration Commission in Genf und setzte sich besonders für die Heimatvertriebenen ein. Im Kloster Beuron übertrug man ihm von 1959 bis 1968 die Schriftleitung der Benediktinischen Monatsschrift, der er den neuen Haupttitel Erbe und Auftrag gab und für die er bis zu seinem Lebensende zahlreiche Beiträge verfasste. Als deren Schriftleiter verbrachte er die Zeit des Zweiten Vatikanischen Konzils (1962–1965) als Berichterstatter überwiegend in Rom. Von 1966 bis 1968 war der Benediktiner zudem Beauftragter der Katholischen Kirche beim Südwestfunk Baden-Baden. 1968 berief ihn Abtprimas Rembert Weakland zu seinem Sekretär und zum Generalsekretär der Benediktinischen Konföderation. In den Jahren 1980 bis 1993 fungierte Pater Paulus Gordan als Obmann des Direktoriums der Salzburger Hochschulwochen und gab während seiner Amtszeit die jährlich erscheinenden Beitrags- und Berichtsbände der Hochschulwochen heraus. Während dieser Zeit lebte er in der Erzabtei St. Peter in Salzburg.
Im Jahr 1988 wurde ihm das Österreichische Ehrenkreuz für Wissenschaft und Kunst I. Klasse verliehen.
Seine letzten Lebensjahre verbrachte Paulus Gordan in seinem Professkloster Beuron im Donautal.
Paulus Gordan ist Verfasser von Schriften zur Literatur, zur Geistes-, Kunst- und Kirchengeschichte sowie zur Spiritualität und Zeitdiagnostik. Seit 1958 wirkte er auch im Dienst der christlich-jüdischen Begegnung, etwa durch seine Beiträge in der Zeitschrift Freiburger Rundbriefe.

## Schriften (Auswahl)
- (Hg.), Lob der Erde. Im Auftrag des Direktoriums der Salzburger Hochschulwochen als Jahrbuch hrsg. von Paulus Gordan, Verlag Styria, Graz 1994, ISBN 3-222-12238-5
- (Hg.), Evangelium und Inkulturation (1492–1992). Im Auftrag des Direktoriums der Salzburger Hochschulwochen als Jahrbuch hrsg. von Paulus Gordan, Verlag Styria, Graz 1993, ISBN 3-222-12193-1
- (Hg.), Der Christ der Zukunft – ein Mystiker. Im Auftrag des Direktoriums der Salzburger Hochschulwochen als Jahrbuch hrsg. von Paulus Gordan, Verlag Styria, Graz 1992, ISBN 3-222-12109-5
- (Hg.), Im Anfang schuf Gott Himmel und Erde. Im Auftrag des Direktoriums der Salzburger Hochschulwochen als Jahrbuch hrsg. von Paulus Gordan, Verlag Styria, Graz 1991, ISBN 3-222-12006-4
- (Hg.), Leid, Schuld, Versöhnung. Im Auftrag des Direktoriums der Salzburger Hochschulwochen als Jahrbuch hrsg. von Paulus Gordan, Verlag Styria, Graz 1990, ISBN 3-222-11931-7
- (Hg.), Gott schuf den Menschen als Mann und Frau. Im Auftrag des Direktoriums der Salzburger Hochschulwochen als Jahrbuch hrsg. von Paulus Gordan, Verlag Styria, Graz 1989, ISBN 3-222-11865-5
- (Hg.), Säkulare Welt und Reich Gottes.  Im Auftrag des Direktoriums der Salzburger Hochschulwochen als Jahrbuch hrsg. von Paulus Gordan, Verlag Styria, Graz 1988, ISBN 3-222-11811-6
- mit Werner Feger: Der Tag der Mönche, Beuroner Kunstverlag, Beuron 1989 [meditativer Bildband zum Leben der Mönche in Beuron]
- mit Werner Feger: Im Tal der Mönche, Beuroner Kunstverlag, Beuron 2. Aufl. 1988 [meditativer Bildband zum Donautal bei Beuron]
- (Hg.), Lebensentscheidung. Im Auftrag des Direktoriums der Salzburger Hochschulwochen hrsg. von Paulus Gordan, Verlag Butzon & Bercker/Verlag Styria, Kevelaer/Graz 1987, ISBN 3-76669-515-0
- Erzabtei St. Peter in Salzburg. In: Reinhard Rinnerthaler (Hrsg.), Erzabtei St. Peter in Salzburg. (Das älteste Kloster im deutschen Sprachraum. Eine Stätte europäischer Kunst und Kultur), Verlag St. Peter, Salzburg 1986, S. 1–5, ISBN 3-900173-48-6.
- (Hg.), Gott. Im Auftrag des Direktoriums der Salzburger Hochschulwochen hrsg. von Paulus Gordan, Verlag Butzon & Bercker/Verlag Styria, Kevelaer/Graz 1986, ISBN 3-222-11680-6
- (Hg.), Die Zukunft der Zukunft. Im Auftrag des Direktoriums der Salzburger Hochschulwochen hrsg. von Paulus Gordan, Verlag Butzon & Bercker/Verlag Styria, Kevelaer/Graz 1985, ISBN 3-7666-9355-7
- (Hg.), Gerechtigkeit, Freiheit, Friede., Verlag Butzon & Bercker/Verlag Styria, Kevelaer/Graz 1984, ISBN 3-222-11500-1
- Sankt Virgil von Salzburg. Leben und Wirken, Eigenverlag des Erzbischöflichen Seelsorgeamtes Salzburg, Salzburg 1984; auch Christliche Schriftenverbreitung, Hückeswagen 1984
- (Hg.), Um der Freiheit willen. Eine Festgabe für und von Johannes und Karin Schauff zum 80. Geburtstag, Neske-Verlag, Pfullingen 1983, ISBN 3-78850-257-6
- (Hg.), Menschwerden, Menschsein. Im Auftrag des Direktoriums der Salzburger Hochschulwochen hrsg. von Paulus Gordan, Verlag Butzon & Bercker/Verlag Styria, Kevelaer/Graz 1983, ISBN 3-7666-9267-4
- (Hg.), Die Kirche Christi. Enttäuschung und Hoffnung. Im Auftrag des Direktoriums der Salzburger Hochschulwochen hrsg. von Paulus Gordan, Verlag Butzon & Bercker/Verlag Styria, Kevelaer/Graz 1982, ISBN 3-222-11376-9
- (Hg.), Christliche Weltdeutung. Salzburger Hochschulwochen 1931 – 1981. Im Auftrag des Direktoriums der Salzburger Hochschulwochen hrsg. von Paulus Gordan, Verlag Butzon & Bercker/Verlag Styria, Kevelaer/Graz u. a. 1981, ISBN 3-222-11379-3
- Es ist der Herr: 12 Betrachtungen zu den Bildern des Stuttgarter Psalters, Beuroner Kunstverlag, Beuron 1976, ISBN 3-87071-025-X [geistlich-kunsthistorische Deutungen von Miniaturen des 9. Jh.]
- Im Blickpunkt: Der Mensch. Geistliche Essays hrsg. von Bernd Jaspert, Kyrios-Verlag, Meitingen/Freising 1971, ISBN 3-7838-0066-8
- Boten Gottes. Neun Bildbetrachtungen, Beuroner Kunstverlag, Beuron 1970, ISBN 3-87071-013-6 [geistlich-kunsthistorische Deutungen von Engel-Darstellungen der Kunst]
- Zeugen der Zukunft: Radioansprachen und Leitartikel aus 10 Jahren. Hrsg. v. Bernd Jaspert. Beuroner Kunstverlag, Beuron 1969, [Essay zu Kirche, II. Vatikanischem Konzil und Gesellschaft]
- Offenbarung im Zeichen. Neun Bildbetrachtungen, Beuroner Kunstverlag, Beuron 1966, ISBN 3-87071-011-X [geistlich-kunsthistorische Deutungen von Bildern des Hitda-Codex, um 1000]
- Pforte des Himmels. Acht Bildbetrachtungen, Beuroner Kunstverlag, Beuron 1965, ISBN 3-87071-010-1 [geistlich-kunsthistorische Deutungen von Bildern des Einsiedler Stundenbuches, 15. Jh.]
- Freundschaft mit Bernanos, Hegner Verlag, Köln/Olten 1959; Neuausgabe Wort und Welt Verlag, (Massgebende Menschen unseres Jahrhunderts, Bd. 1) Innsbruck 1983, ISBN 3-85373-080-9